# Nepenthes longifolia
Nepenthes longifolia Nerz & Wistuba, 1994 è una pianta carnivora della famiglia Nepenthaceae, endemica di Sumatra, dove cresce a 300–1100 m.

## Conservazione
La Lista rossa IUCN classifica Nepenthes longifolia come specie a rischio minimo (Least Concern).